# Lycaena couteaui
Lycaena couteaui är en fjärilsart som beskrevs av Pionneau 1938. Lycaena couteaui ingår i släktet Lycaena och familjen juvelvingar. Inga underarter finns listade i Catalogue of Life.